# Pyroderces aellotricha
Pyroderces aellotricha är en fjärilsart som beskrevs av Edward Meyrick 1889. Pyroderces aellotricha ingår i släktet Pyroderces och familjen fransmalar. Inga underarter finns listade i Catalogue of Life.

## Bildgalleri

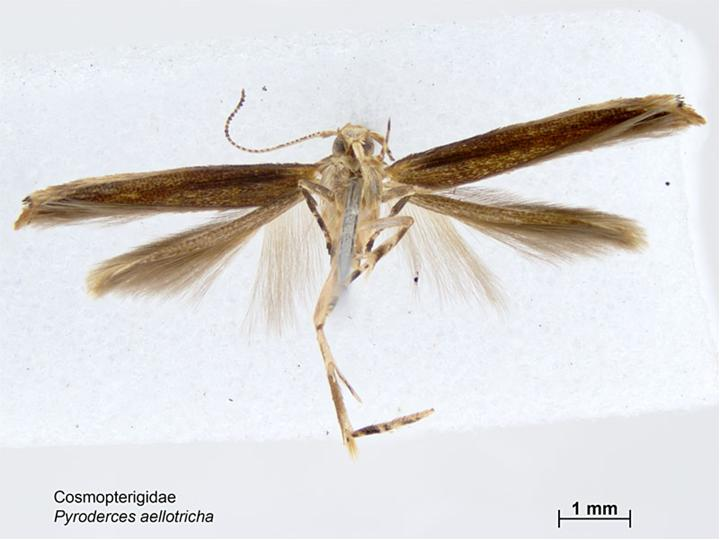